# Ferrari (cognome)
Ferrari è un cognome di lingua italiana.

## Varianti
De Ferrari, De Ferraris, De Ferraro, Deferrari, Defferrari, Di Ferraro, Farè, Ferè, Ferragni, Ferrai, Ferrara, Ferraraccio, Ferrarelli, Ferrarello, Ferrarese, Ferraresi, Ferraretto, Ferrari Bardile, Ferrari Ginevra, Ferrari Trecate, Ferrarin, Ferrarini, Ferrario, Ferraris, Ferraro, Ferraron, Ferrarone, Ferrarotti, Ferrarotto, Ferrè, Ferrea, Ferrelli, Ferrer, Ferrera, Ferreri, Ferrerio, Ferrero, Ferrieri, Ferriero, Fevriero.

## Origine e diffusione
L'origine del patronimico sarebbe legata a quei soprannomi che anticamente si attribuivano a chi svolgeva dei mestieri, nel caso specifico a chi faceva il mestiere di fabbro, o a chi praticava la lavorazione e l'estrazione del ferro.
Ferrari è il secondo cognome per diffusione in Italia: è frequente soprattutto nel Nord e nel Lazio mentre risulta il più diffuso in assoluto in Emilia-Romagna e nelle città di Brescia, Cremona, Lodi, Mantova, Modena, Parma, Reggio nell'Emilia, Rovigo e Verona. Sono oltre 26000 le famiglie italiane che portano questo cognome.
La variante Ferrai è sarda e trentina; Ferretti è tipico del centro-nord; Ferrarotto è messinese e catanese; De Ferrari e Deferrari sono liguri, tipici di genovese e spezzino; Ferragni è originario del cremonese; Ferrarelli è calabrese e laziale; Ferrarello compare a Palermo e ad Enna; Ferrara è panitaliano, ma principalmente lombardo ed emiliano-romagnolo; Ferrea è ligure; Ferrarese è veneto con presenze in Puglia; Ferraretto è veneto; Ferraresi e Ferrarini sono emiliani, veneti e lombardi; Ferrarin è vicentino e veronese; Ferraris è piemontese; Ferrario è lombardo; Ferraro è panitaliano, ma principalmente campano, calabrese e siciliano; Ferrè è meneghino; Farè è milanese e varesotto; Ferreri ha nuclei importanti in Piemonte, in Sicilia e a Milano; Ferrelli è laziale, ma compare in tutto il centro-sud; Ferrerio è milanese; Ferrera è tipico del nord-ovest; Ferrero è tipico di cuneese e torinese; Favre è valdostano; Ferrieri è barese; 

## Persone
- Enzo Ferrari, imprenditore, dirigente sportivo e pilota automobilistico italiano (Modena, n. 1898 - Modena, † 1988)
- Giulio Ferrari, imprenditore italiano (Calceranica, n. 1879 - Trento, † 1965)
- Piero Ferrari, imprenditore, dirigente d'azienda e dirigente sportivo italiano (Castelvetro di Modena, n. 1945)
- Riccardo Ferrari, imprenditore e politico italiano (Verona, n. 1888 - † 1973)